# Barranco de Gèles
El Barranco de Géles (en aranés: barranc de Gèles) es un afluente del río Joèu, situado en el Valle de Arán al norte de la provincia de Lérida (España), es un afluente del río Garona.
Nace cerca de los picos de Montpius y Mieidia, desemboca en el río Joèu cerca de la localidad de Las Bordas.
El curso del barranco da forma al valle de Gèles (forma parte del valle de era Artiga de Lin), el barranco de Gèles discurre cerca de Eth Santet de Gausac, dedicado a la virgen de las Nieves, es el lugar de celebración de la romería de la población de Gausac. 